# 綿羊 (愛麗絲鏡中奇遇)
綿羊（英語：The Sheep）是路易斯·卡羅所創作奇幻小說《愛麗絲鏡中奇遇》裡的一個虛構角色，牠在書中〈羊毛和水〉一章登場，為一間雜貨店的店主。牠戴著一副大眼鏡，一直都在編織毛線。
小說裡綿羊開設的這家商店是作者根據現實世界裡英格蘭牛津一家雜貨店來描述的，而綿羊的原型則應是維多利亞時代該店的店主——一位聲音沙啞、一直在編織的老太太:36。

## 小說中的描述
小說第五章中描述，鏡中世界裡的白方王后正在跟小女孩愛麗絲講話時，突然像羊一般「咩咩」地叫，然後她的身體似乎被羊毛包裹了起來。等愛麗絲再細看時，她已身在老綿羊的雜貨鋪中，而白方王后則變成了一隻在靠椅上編織毛線的綿羊。
綿羊遞給愛麗絲一對編織針，並問她是否會划船，這時轉眼間愛麗絲與綿羊便已身在船上，且編織針變成了船漿。期間綿羊反覆喊出「羽毛」，即提醒愛麗絲「回漿」之意（英語中的雙關語），但愛麗絲誤會了牠的意思；隨即愛麗絲便將注意力放在水面上的燈心草。
後來轉眼之間他們倆又回到雜貨店內，愛麗絲花了1.25便士向綿羊買了一顆雞蛋，隨後雜貨店裡每樣東西都變成了樹，綿羊自然也消失了。愛麗絲最後表示「這是我看過最古怪的商店。」

## 圖集

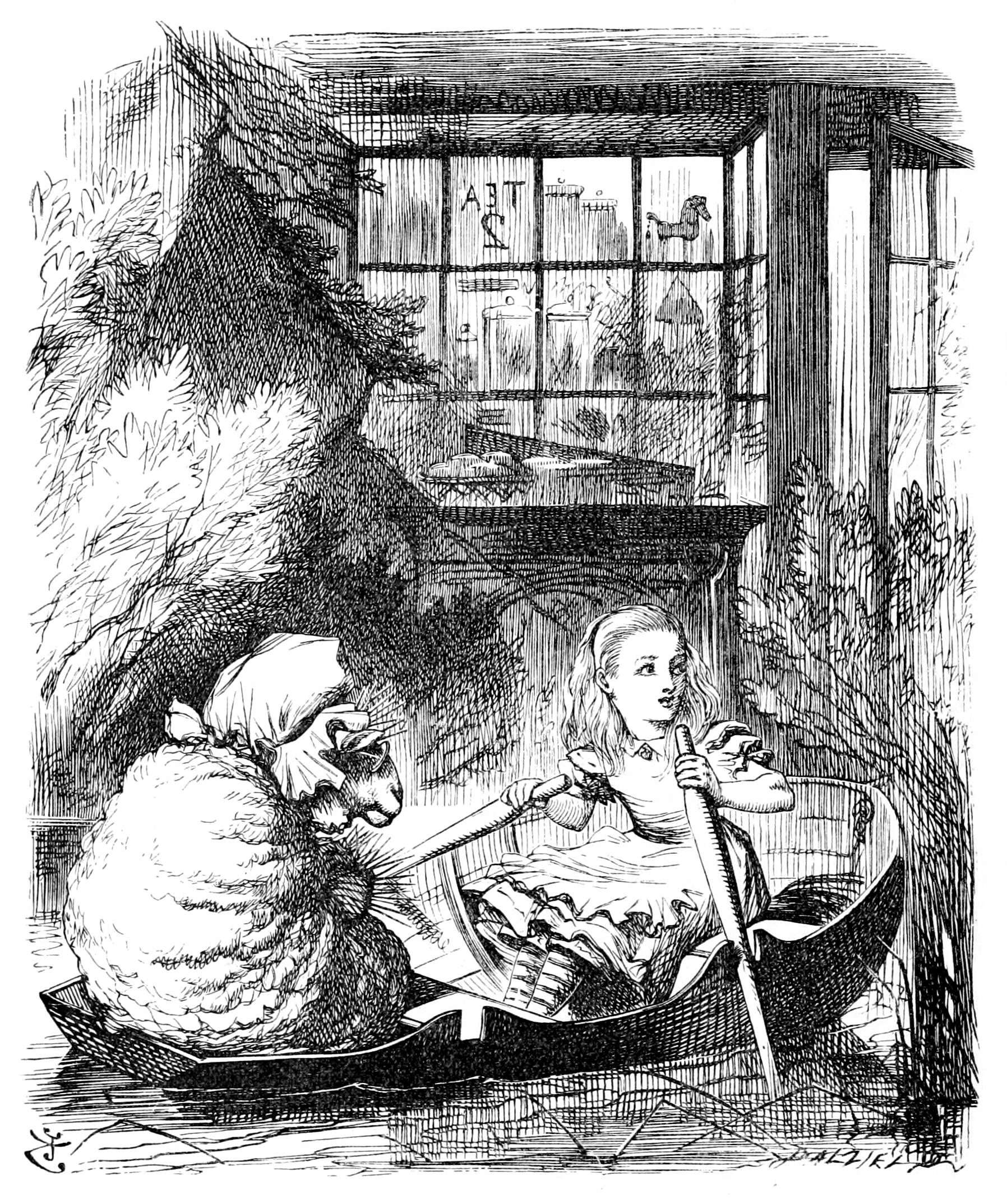
綿羊與愛麗絲在船上，約翰·坦尼爾的插圖。
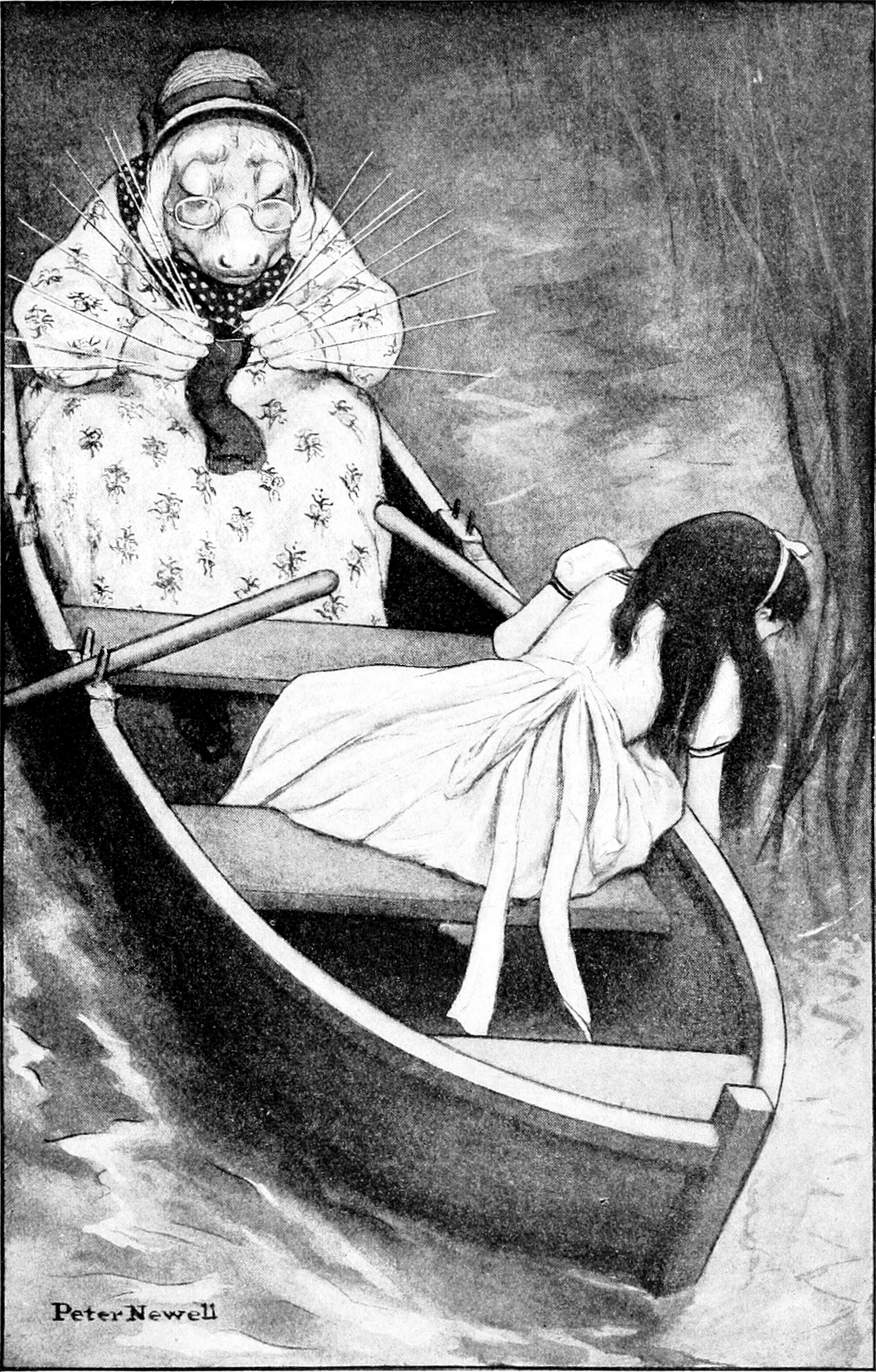
綿羊與愛麗絲在船上，彼得·紐維爾（英语：Peter Newell）的插圖。
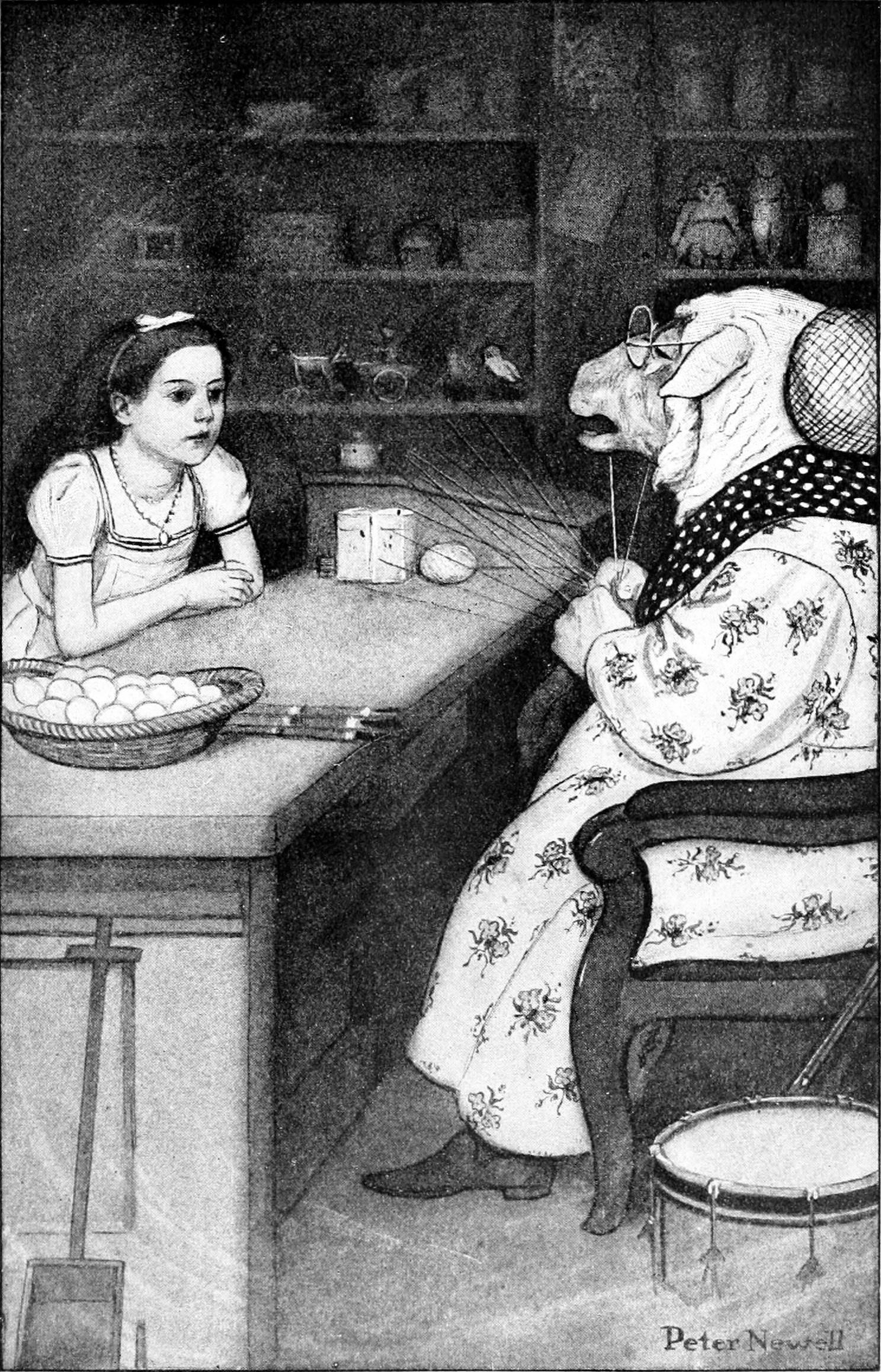
愛麗絲在綿羊開設的雜貨舖裡，彼得·紐維爾的插圖。

## 創作構想

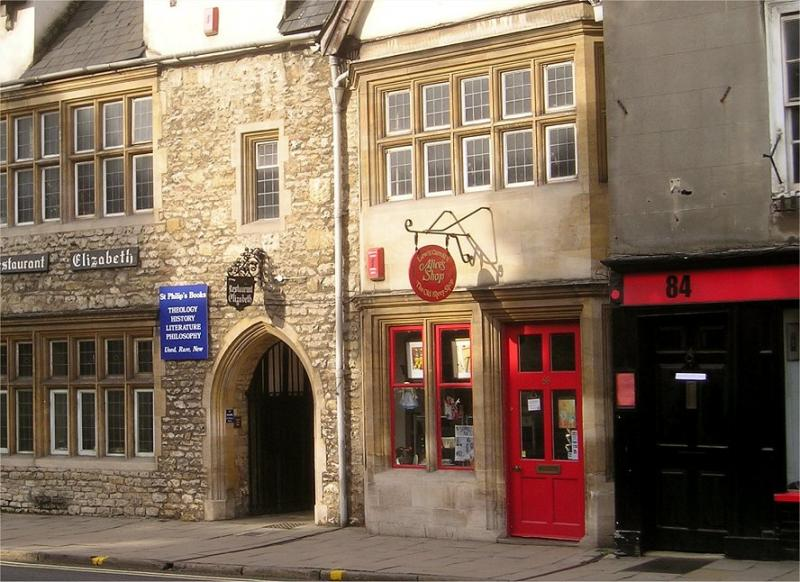
愛麗絲的店現在的外觀。

老綿羊商店的靈感來源常被認為是英國真實存在的「愛麗絲的店」。這家歷史悠久的商店坐落於牛津的阿爾達特街上，在維多利亞時代，愛麗絲·李道爾（愛麗絲角色的原型）就曾在那裡購買糖果，甚至和路易斯·卡羅一道參觀商店。而在約翰·坦尼爾原始的老綿羊商店插圖中，也就是參照這家雜貨店當時的布置來繪製的。
至於小說中綿羊商店突然變成河的場景，可能是受到現實中1852年牛津突發的大洪水影響，那次洪水中有許多溺死的動物屍體，其中包括了羊。

## 外部連結
- 愛麗絲鏡中奇遇第五章〈羊毛和水〉原文，維基文庫（英文）
- 愛麗絲的店官網 （页面存档备份，存于）（英文）